# Impulserregungstechnik
Die Impulserregungstechnik ist eine Methode zur zerstörungsfreien Bestimmung elastischer Materialeigenschaften. Ein zu messender Prüfling wird zerstörungsfrei und durch einmaligen elastischen Stoß in einer definierten Schwingung erregt. Das Schwingungssignal wird durch ein geeignetes Medium aufgenommen und analysiert. Ein speziell für diese Methode entwickeltes Messgerät analysiert die Schwingung und zeigt die Frequenz der gezielt erregten Schwingung an. Form und Größe des Prüflings sind theoretisch keine Grenzen gesetzt, solange der Prüfling reproduzierbar in der gewünschten Schwingung zu erregen ist.

## Historie
Mitte der 1960er Jahre wurde an der Universität Leuven eine Methode entworfen, um Eigenschaften von Schleifkörpern anhand ihrer Härte zu klassifizieren. Das Ziel der Forschung war, durch präzise Bestimmung der Schleifscheibenhärte die Produktivität und die Qualität im Schleifprozess zu verbessern. Es wurde erkannt, dass der Elastizitätsmodul ein gültiges Kriterium für die Eigenschaftsbestimmung von Schleifscheiben ist: je höher der Elastizitätsmodul einer Schleifscheibe, desto härter ist diese.
Aufgrund der Tatsache, dass der Elastizitätsmodul eines Körpers eine Funktion aus Formfaktor, Gewicht und der Eigenfrequenz dessen ist, entwickelte die Fa. Lemmens N.V. für die Universität Leuven das GrindoSonic-Messgerät, um die Eigenfrequenz präzise, schnell und zerstörungsfrei mittels der Impulserregungstechnik eines Prüflings zu messen . In der Schleiftechnologie wie auch in vielen anderen Werkstoffbereichen hat sich über die Jahre bis heute der Reading-Wert als ein wichtiges Maß für die Prüflinge etabliert. Dieser Reading-Wert oder „R“-Wert ist die vom GrindoSonic dargestellte Periodendauer von zwei Schwingungen des Prüfkörpers in µs. Seit Ende der 1980er Jahre wird die Schwingung auch in Abhängigkeit von der Frequenz dargestellt.

## Anwendungsgebiete
Grundsätzlich können nach der Impulserregungstechnik Prüfkörper gemessen werden, die reproduzierbar in dem jeweilig gewünschten Schwingungsmodus angeregt werden können. Möglich sind unterschiedlichste Probegeometrien und komplexe Formen. Die vom Messsystem zu verarbeitende Frequenzbandbreite, liegt zwischen ca. 40 Hz und ca. 100 kHz. Sie ist bei Verwendung von Mikrophonen erfahrungsgemäß kleiner.

## Messverfahren
Gemessen werden drei unterschiedliche Schwingungsarten, Biege-, Torsions- und Längsschwingung. Der Prüfling wird zerstörungsfrei, mit minimaler Energie und einem elastischen Impuls manuell oder automatisiert erregt. Die Schwingung wird mit einem Piezodetektor oder mit einem Mikrophon aufgenommen. Bei sehr kleinen Probenformen ist ein Mikrophon von Vorteil, da es berührungslos die Schwingung aufnimmt. Im Normalfall ist ein piezoelektrischer Aufnehmer empfehlenswert, da er gezielt unerwünschte Schwingungen durch seine Richtungsempfindlichkeit filtert und nicht von Umgebungsgeräuschen gestört wird.

Schwingungsmodi
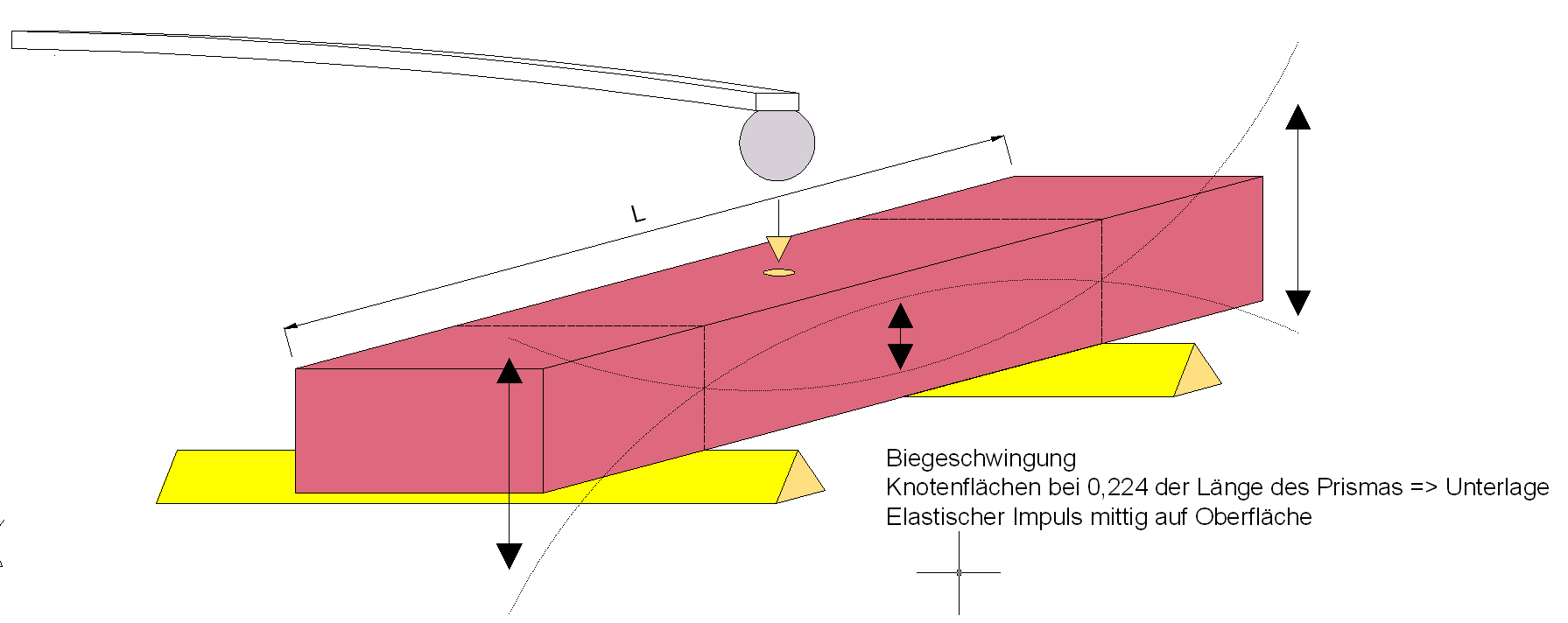
Biegeschwingung
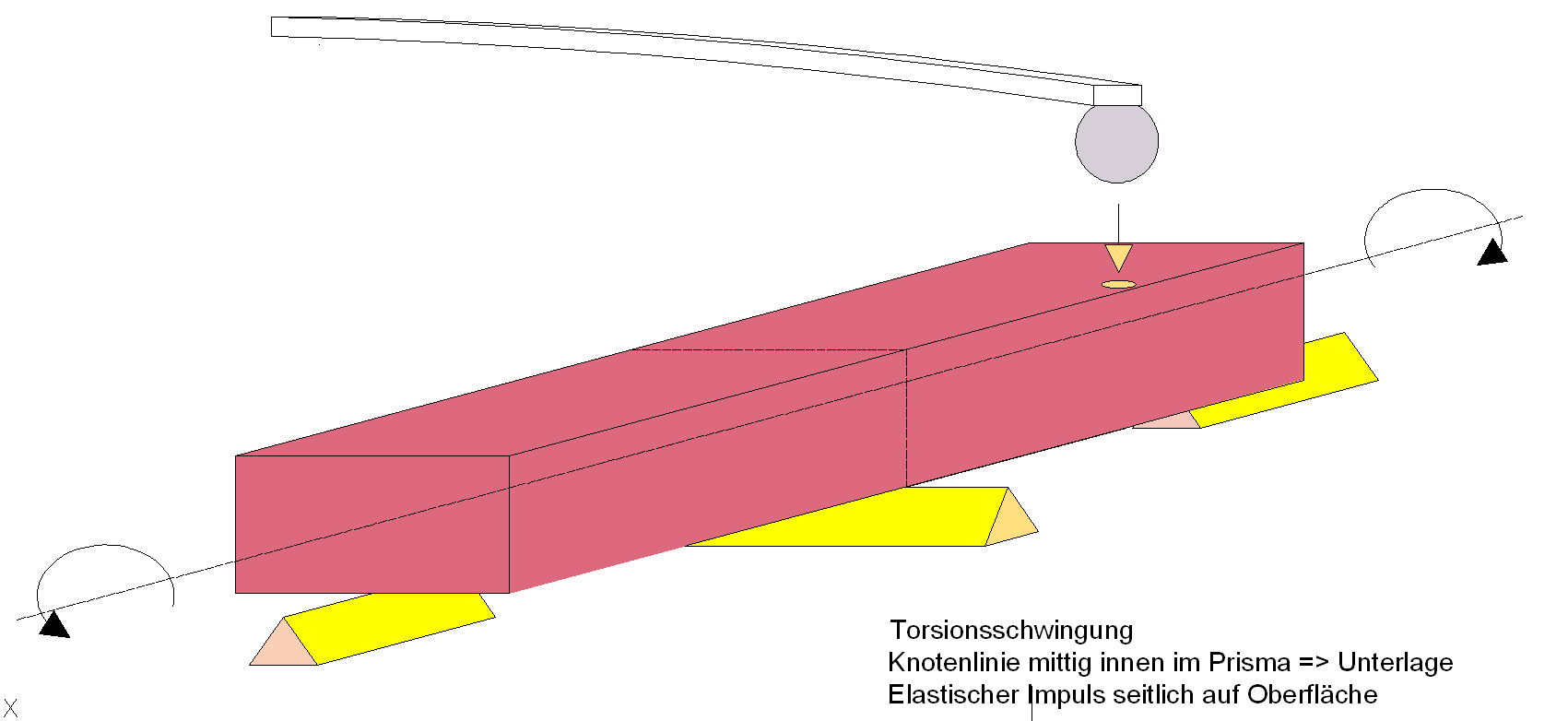
Torsionsschwingung
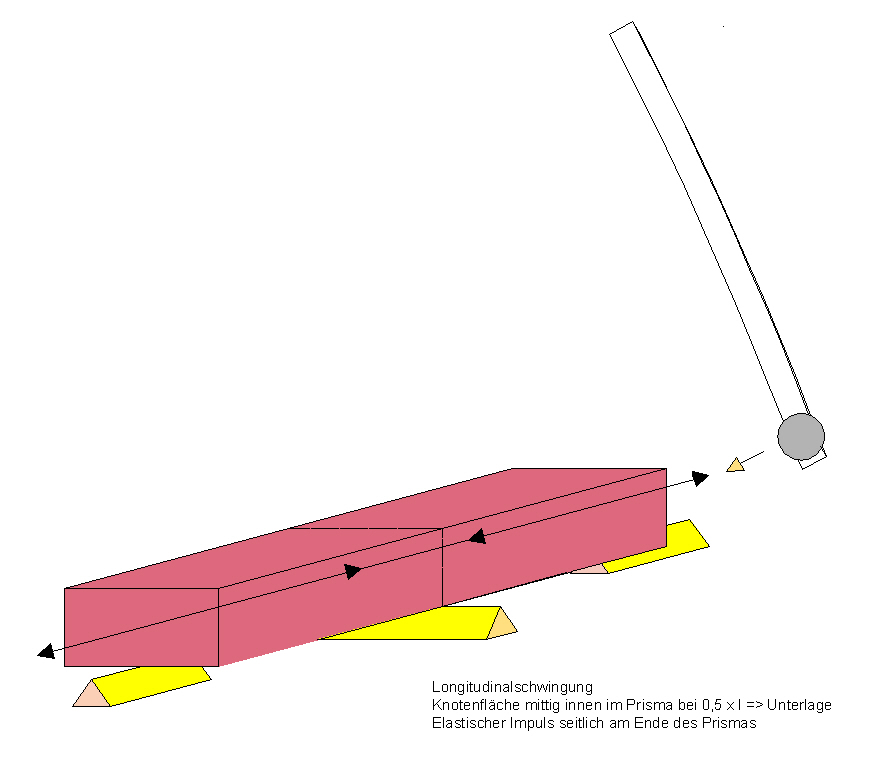
Längs- oder Longitudinalschwingung

## Messbare Werkstoffe
Zu messen sind grundsätzlich alle Werkstoffe, die schwingen und deren Werte reproduzierbar sind. Für die einzelnen Werkstoffe sind in Normenausschüssen, Forschungsinstituten und der Industrie Formeln zur Berechnung des Elastizität- und Schubmoduls entwickelt worden.
- Holz
- Stein
- Beton/Zement
- Keramik
- Schleifwerkstoffe
- Feuerfestprodukte
- Metall/Stahl/Legierungen
- Kunststoffe
- Glas
- Graphit
- Verbundwerkstoffe

## Qualitätskontrolle
Mit der Impulserregungstechnik können verschiedenste Geometrien und Probenkörper unterschiedlichster Gewichte klassifiziert werden. Das Messverfahren ist industriell einsetzbar, die Dauer einer Messung beträgt weniger als zwei Sekunden – das Verfahren wird somit auch in automatisierten Anlagen zur 100-%-Qualitätskontrolle eingesetzt. Als Ergebnis und Referenzwert dient der ermittelte Messwert. Empirisch werden „gut“- und „schlecht“- Teile klassifiziert.

## Materialentwicklung
Bei definierten Formen wird die Frequenz der Eigenschwingung zur Berechnung von Elastizitätsmodul, Schubmodul und Poisson’scher Konstante verwendet – unter der Voraussetzung, dass der Prüfling homogen und isotrop ist. Dies trifft auf folgende Formen zu:
- Quader
- Zylinder
- Scheiben
- Scheiben mit Bohrung
- Röhren

Zur Berechnung des Elastizitätsmodul werden Maße, Gewicht, die Poisson’sche Konstante und die Eigenfrequenz der flexuralen Grundschwingung benötigt. Die Poisson’sche Zahl wird hierbei aus der Literatur gewählt. Für die Schubmodulbestimmung (G-Modul) und die Berechnung der Poisson’schen Zahl ist die Messungen eines zweiten Schwingungsmodus erforderlich. Normen und Hochschulen haben das Verfahren der Impulserregungstechnik in Standards aufgenommen, z. B. ASTM.

## Elastizitätsbestimmung bei Hoch- und Tieftemperaturen
Durch das schnelle und zerstörungsfreie Messverfahren ist es möglich, einen Prüfling unter sich verändernden Temperaturen zu messen. Ein speziell entwickelter Ofen erlaubt kontinuierliche Messungen und Elastizitätsmodulbestimmungen am Prüfling bis 1200 °C. Im Labor wurden Messungen bis −265 °C realisiert.